# آیینه افکار
روزنامه آیینه افکار روزنامه‌ای با صاحب امتیازی فرخی یزدی و مدیر مسئولی علی‌محمد فخام‌السلطان مستوفی بود که فرخی امتیاز آن را برای دوره های توقیف روزنامه طوفان در نظر گرفته بود. 

## توقیف پس از چاپ تنها شماره
در پی توقیف روزنامه طوفان پس از چاپ مقاله امنیت چیست در شماره ۳۷ سال سوم (۳ آذر ۱۳۰۲) بلافاصله فرخی یزدی از امتیاز این روزنامه استفاده کرد و اولین شماره آن را به چاپ رساند. پس از چاپ سرمقاله تنها شماره این روزنامه با عنوان حکومت فشار که در آن فخام‌السلطان علیه کابینه سردار سپه تاخته بود این روزنامه برای همیشه توقیف شد. در پی توقیف روزنامه آیینه افکار، فخام‌السلطان مدتی در تهران حبس شد و فرخی نیز دستگیر و به مدت دو ماه در کرمان زندانی شد.